# Луисвилл
Лу́исвилл (англ. Louisville, [ˈluːǝvǝl] или [ˈluːiːvɪl]) — самый большой город в американском штате Кентукки. Он считается 17-м или 27-м по количеству населения в Соединённых Штатах в зависимости от способа подсчёта. Поселение, которое потом стало городом Луисвилл, основано в 1778 году Джорджем Роджерсом Кларком и было названо в честь французского короля Людовика XVI.
Луисвилл находится в центре северной части Кентукки на границе с штатом Индиана, у единственного естественного препятствия реки Огайо — Водопадов Огайо. Луисвилл является центром округа Джефферсон, с 2003 года, после их объединения, границы города начали совпадать с границами округа. Так как этот район включает в себя часть округов южной Индианы, территорию метрополии Луисвилл часто называют «Кентуккиана». Несмотря на то, что Луисвилл находится на пересечении среднего запада и юга страны, город относят к «южным» городам США. Благодаря своему территориальному положению город часто называют или «самым северным южным городом», или «самым южным северным городом» в Соединённых Штатах.
Луисвилл знаменит «Двумя самыми волнующими минутами спорта» — «Кентукки Дерби», самыми популярными скачками американской «Тройной короны». Известными уроженцами города были: писатель и журналист, основатель гонзо-журналистики Хантер С. Томпсон, легенда бокса Мохаммед Али, актриса Дженнифер Лоуренс и режиссёр Гас Ван Сент, долгое время в Луисвилле жил изобретатель Томас Эдисон. Некоторые события, произошедшие в этом городе: лампочка Эдисона в первый раз была показана публике, первая библиотека открылась для афроамериканцев, первая пересадка живой человеческой руки, первая пересадка закрытого искусственного сердца, и в данный момент здесь происходит разработка вакцины против рака матки.

## Произношение
Большая часть местного населения произносит название города «Луйвилл» [ˈluːǝvǝl], очень часто это произношение доходит до «Лувилл» [ˈlʊvǝl]. Стандартное англоязычное произношение «Луивилл» [ˈluːiːvɪl] (прослеживается к королю Людовику XVI — английское произношение «Луи») употребляется журналистами, политиками, официальными лицами. Несмотря на разницу в произношении, звук «с» никогда не произносится. Традиция такого произношения противоречит типичной практике употребления в речи названий городов Луисвилл: в штате Колорадо, Джорджия, Миссисипи и в штате Теннесси. Все они, несмотря на одно и то же написание, произносятся «Луисвилл».
Различия местного произношения имеют истоки в географическом расположении города на границе между северным и южным регионами Соединенных Штатов. Разнообразное население города традиционно включает в себя элементы северной и южной культуры.
Особенности миграции населения в этом регионе и гомогенизацию диалекта от влияния электронных СМИ можно считать ответственными за влияние на некоторых уроженцев города, которые используют стандартное английское произношение. Несмотря на это, произношение «Луйвилл» является самым популярным у жителей города и, с небольшим исключением, используется репортерами новостей и спортивными обозревателями.

## История
Первое поселение европейцев в районе современного города Луисвилл было основано на острове Корн (Corn Island) в 1778 году полковником Джорджем Роджерсом Кларком. В наше время Кларк считается основателем города Луисвилл, несколько достопримечательностей названы в его честь.
Два года спустя, в 1780 году, Генеральная ассамблея Виргинии одобрила основание поселения Луисвилл. Город был назван в честь французского короля Людовика XVI, так как множество французских добровольцев помогали американцам в войне за независимость. Ранние поселенцы жили в укрепленных фортах из-за частых набегов индейцев, но в конце 1780-х годов стали селиться и на открытой местности. В 1803 году исследователи Мериуэзер Льюис (Meriwether Lewis) и Уильям Кларк (William Clark) начали знаменитую двухлетнюю экспедицию по Америке около водопадов реки Огайо, напротив Луисвилла.
Развитию города способствовало то, что перед тем, как речные суда достигли бы водопадов, их нужно было разгружать и перевозить ниже по реке. К 1828 году население достигло 7 000 человек и Луисвилл был официально зарегистрирован как город. В последующие годы город рос большими темпами.
Луисвилл был одним из основных центров работорговли в Соединённых Штатах до гражданской войны, и первоначальный рост города вызван в том числе и этим. Луисвилл был перевалочным пунктом для многих чернокожих рабов из-за того, что Кентукки был пограничным штатом Севера и при этом оставался рабовладельческим во время гражданской войны; после переправы через реку Огайо рабам открывался путь на свободный Север.
Во время гражданской войны Луисвилл был крупным опорным пунктом сил Союза, из-за чего весь штат Кентукки прочно оставался частью Севера. Город служил центром планировки, обеспечения, вербовки и перевозок для большого количества боевых операций. За всё время войны сам город ни разу не был атакован, несмотря на то, что вокруг него проходили многочисленные стычки и битвы. После 1865 года многочисленные ветераны армии южан вернулись обратно в город, это породило необоснованные слухи о вступлении города в Конфедерацию после окончания войны.
Первое дерби в Кентукки было проведено 17 мая 1875 года на ипподроме Клуба жокеев Луисвилла (позже переименован в Черчилл-Даунс). Дерби было организовано Мериуэзером Льюисом Кларком-младшим (Meriwether Lewis Clark, Jr.) — внуком Уильяма Кларка. Собралось 10 тысяч зрителей, скачку выиграл конь Аристайдис.
27 марта 1890 года город был опустошён, а его центр практически уничтожен после того, как торнадо прошёл через город. Этот торнадо был частью серии смерчей, прошедших в марте 1890 года по долине центральной части реки Миссисипи. Предполагается, что от 74 до 120 человек погибли. Город быстро встал на ноги, и почти все следы разрушений от торнадо исчезли в течение года.
Луисвилл помог развитию автоиндустрии. По стопам «Стаутон Вэгон Компани» (Stoughton Wagon Company) (Стаутон, штат Висконсин) в 1929 году Форд начал использовать лесные материалы, поставляемые компанией из Луисвилла «Менгел Компани» (Mengel Company), для конструкции элементов универсалов Model A.
В конце января и в феврале 1937 года месяц непрерывных дождей принёс 19 дюймов осадков, результатом чего стало так называемое «Великое наводнение». 70 % города было затоплено, электроснабжение нарушено, и 175 000 человек были эвакуированы. Это событие радикально изменило престижность районов с точки зрения покупки недвижимости. В наше время город окружён большим количеством защитных сооружений от паводков. После наводнения население восточной часть города, расположенной на возвышенности, прирастало высокими темпами в течение десятилетий.
Как и многие другие старые города Америки, Луисвилл начал терять своё значение в 1960-х и 1970-х годах. Автомагистрали, построенные в 1950-х годах, облегчили путь в пригороды, из-за этого центр и западная часть города стали терять экономическую мощь. В 1974 году ещё один сильный торнадо ударил по городу, это была часть «Супервспышки» торнадо, которая обрушилась на 13 штатов. Торнадо прошёл по коридору длиной в 34 км и разрушил несколько сотен домов в окрестностях Луисвилла, но лишь два человека погибли.
С 1974 по 1987 годы население округа Джефферсон сокращалось, но в данный момент имеется стабильный прирост населения, в среднем около 1 500 человек в год. Количество жителей в старых границах города уменьшилось почти на 100 000 человек от рекордного значения в 1970 году, упав с 33-го до 58-го места в стране, хотя в настоящее время это количество стабилизировалось.
С 1980-х в результате процесса перестройки старых домов Луисвилл приобрёл три новых района, где селится «богема» города. Эти районы являются популярным местом жительства молодых профессионалов и выпускников высших учебных заведений. Самый большой из них вытянут на протяжении трёх миль, на улицах Бакстер-авеню (Baxter Avenue) и Бардстаун-роуд (Bardstown Road), и называется Хайлендс (The Highlands). Район отличается разнообразием магазинов и ночных клубов. Второй по размеру район называется Олд-Луисвилл (Old Louisville, Старый Луисвилл), большой процент его населения составляют молодые профессионалы, средний возраст жителей района самый низкий в городе. Расположенный по Франкфорт-авеню (Frankfort Avenue), в районах Клифтон (Clifton) и Кресент-Хилл (Cresent Hill), в этом районе высокое количество первоклассных ресторанов и антикварных магазинов.
Город сделал несколько попыток выйти из застоя и обновить центр и остальные районы, включая пересмотр инфраструктуры центра, переоборудование набережной в «Уотерфронт-Парк» (англ. Waterfront Park), строительство роскошных квартир и таких мест развлечения как «Форт-Стрит Лайв!» (англ. Fourth Street Live!).
Четырежды (1963, 1995, 2012 и 2022) город был награждён премией «All-America City Award» (с англ. — «Всеамериканский город») присуждаемой Национальной гражданской лигой, которую неофициально называют «Нобелевской премией за конструктивное гражданство» и которая выдается за активную гражданскую позицию жителей некорпоративных сообществ Соединённых Штатов в жизни местного самоуправления.

## География
Луисвилл находится 38°13′44″ с. ш. 85°44′58″ з. д.. По показаниям Бюро переписи населения США, Метрополия Луисвилл (по измерению округа Джефферсон от 2000 года) расположена на площади 1 032 км². 997 км² являются сушей, 35 км² (3,38 %) — водой.
Луисвилл находится в регионе Блуграсс, но город имеет большую склонность к реке Огайо, которая помогла ему развиться из удаленного лагеря в большой грузовой порт. Большинство территории города расположено в очень широкой и плоской пойме, которая окружена холмистой местностью со всех сторон. Большая часть этой местности состояла из болот, которые были осушены с ростом города. В 1840-х годах многие русла мелких рек были или отведены в сторону от города или переоборудованы в каналы, чтобы защитить город от наводнений и следующих за ними вспышек эпидемий.
Территория восточнее автомагистрали I-65 в основном состоит из пологих холмов. Самая южная часть округа Джефферсон находится в красивом и, в своем большинстве, нетронутом районе «Нобс» (англ. Knobs), там же находится лес «Джефферсон Мемориал Форест» (англ. Jefferson Memorial Forest).
Метрополитенский статистический ареал «Луисвилл — округ Джефферсон, Кентукки — Индиана» (англ. Louisville-Jefferson County, KY-IN Metropolitan Statistical Area) является 42-м по размеру в США. Он включает в себя округ Джефферсон (Метрополий Луисвилл), плюс двенадцать прилегающих округов — восемь в Кентукки и четыре в южной Индиане. Между переписями населения 1990 и 2000 годов, этот район обошёл город Лексингтон на 149 415 человек, и город Цинциннати, штат Огайо, на 23 278 человек. Более широкий статистический район — объединенный статистический ареал «Луисвилл — Элизабеттаун — Скотсберг, Кентукки — Индиана» (англ. Louisville-Elizabethtown-Scottsburg, KY-IN Combined Statistical Area), включает в себя статистические районы города Луисвилл, Элизабеттаун (штат Кентукки) и Скоттсберг (штат Индиана) и является 39-м в США по количеству населения.

### Климат
Луисвилл находится на северной границе гумидного субтропического климата. Обычно лето в этом регионе жаркое и влажное, с умеренно теплыми вечерами. Средняя годовая температура 13 °C, средний годовой уровень выпадения снега 41 см, дождя 113.1 см. Самые влажные сезоны — весна и лето, хотя дожди довольно постоянны на протяжении всего года. Зимой, особенно в январе и феврале, обычно бывает несколько снежных дней, позволяющих проводить соревнования в зимних видах спорта. Январь здесь самый холодный месяц со средней высокой температурой в 5 °C и со средней низкой в −4 °C, июль является самым теплым со средней высокой температурой в 31 °C и низкой в 21 °C. Наиболее высокая температура, зарегистрированная в Луисвилле 14 июля 1954 года, составила 41 °C, наиболее низкая составила −30 °C и была зарегистрирована 19 января 1994 года. В любое время года погода может сильно меняться каждый день из-за расположения города на территории, где многие температурные фронты встречают друг друга. Очень плохая погода не редка в этом регионе; здесь встречаются все виды не-тропических резких колебаний: торнадо, сильные грозовые ливни, снежные бури, и экстремальная жара и холод.
Также как и долина Сан-Фернандо (англ. San Fernando) в Лос-Анджелесе, долина реки Огайо в Луисвилле удерживает воздушные загрязнения. Американская организация «Защита окружающей среды» разместила город на 38-м месте по загрязненности воздуха в Америке. Луисвилл имеет «эффект островов теплоты» — температура в коммерческих и в производственных зонах, находящихся на автомагистралях всегда выше, чем в населенных пригородах, особенно в тенистых районах — например в «Энкорэдж» температура часто ниже на 3 °C.
| Показатель                                                                | Янв.  | Фев.  | Март  | Апр.  | Май   | Июнь  | Июль  | Авг.  | Сен.  | Окт.  | Нояб. | Дек.  | Год  |
| ------------------------------------------------------------------------- | ----- | ----- | ----- | ----- | ----- | ----- | ----- | ----- | ----- | ----- | ----- | ----- | ---- |
| Абсолютный максимум, °C                                                   | 25    | 28    | 31    | 33    | 37    | 41    | 42    | 41    | 40    | 36    | 29    | 24    | 42   |
| Средний суточный максимум, °C                                             | 6,4   | 9,1   | 14,5  | 20,9  | 25,4  | 29,8  | 31,7  | 31,3  | 27,9  | 21,4  | 14,2  | 8,4   | 20,1 |
| Средняя температура, °C                                                   | 2,1   | 4,2   | 9,1   | 15,0  | 20,2  | 24,7  | 26,6  | 26,1  | 22,2  | 15,7  | 9,2   | 4,2   | 14,9 |
| Средний суточный минимум, °C                                              | −2,3  | −0,7  | 3,7   | 9,2   | 14,8  | 19,6  | 21,6  | 20,8  | 16,6  | 10,1  | 4,1   | 0,1   | 9,8  |
| Абсолютный минимум, °C                                                    | −30   | −28   | −18   | −6    | −1    | 6     | 9     | 7     | 1     | −5    | −18   | −26   | −30  |
| Среднее число солнечных часов в месяц                                     | 140,5 | 148,9 | 188,6 | 221,1 | 263,4 | 288,9 | 293,6 | 272,6 | 234,3 | 208,5 | 135,7 | 118,3 | 2514 |
| Среднее число дней с осадками                                             | 11    | 10    | 12    | 12    | 13    | 11    | 10    | 8     | 8     | 8     | 10    | 12    | 125  |
| Норма осадков, мм                                                         | 86    | 87    | 117   | 122   | 132   | 108   | 103   | 94    | 93    | 94    | 87    | 105   | 1228 |
| Источник: Национальное управление океанических и атмосферных исследований |       |       |       |       |       |       |       |       |       |       |       |       |      |

## Планировка
Деловой центр города Луисвилл находится непосредственно к югу от реки Огайо и к юго-востоку от водопадов Огайо. Основные улицы расходятся от центра города во все стороны. Аэропорт находится примерно в 10 км южнее центра. Промышленные районы расположены к югу и к востоку от аэропорта, большинство жилых районов находится на юго-западе, юге и востоке от центра города. Пейзаж города должен вскоре поменяться из-за строительства небоскрёба «Мьюзиум Плаза» (Museum Plaza) высотой в 62 этажа и стадиона на 22 000 мест на набережной.
Ещё один важный деловой и промышленный район находится в восточном пригороде на улице Херстборн-паркуэй (Hurstbourne Parkway). Развитие Луисвилла в конце XIX-го и начале XX-го веков было ускорено строительством в 1890 году трёх промышленных районов на окраинах города.
Архитектура города — смеси новых и старых традиций и стилей. «Старый Луисвилл» (Old Louisville) является самым большим историческим районом, в Штатах, и третьим в мире, полностью застроенным в викторианском стиле. Центральная часть города состоит из небоскрёбов и исторических зданий. Здания на улице Уэст-Мейн-стрит (West Main Street) могут похвастаться второй по величине, после района Сохо (SoHo) в Нью-Йорке, коллекцией чугунных фасадов.
С середины XX-го века Луисвилл неофициально был разделен на три района: Уэст-Энд (West End), Саут-Энд («South End») и Ист-Энд (East End) (западный, южный и восточный районы). В 2003 году профессор географии Луисвиллского университета Билл Дакан (Bill Dakan) сказал, что часть Уэст-Энда, расположенная к западу от 7-й стрит (7th Street) и к северу от Алгонкин-паркуэй (Algonquin Parkway), является «эвфемизмом для афроамериканской части города». Однако он соглашается, что это утверждение не совсем правильно, так как в настоящее время большинство афроамериканцев не селятся в районах, где более 80 % населения являются чёрными. Тем не менее он говорит, что это убеждение до сих пор очень сильно. Саут-Энд имеет репутацию белого, рабочего района города, Ист-Энд — район среднего и богатого классов.
По утверждению ассоциации риелторов Луисвилла, район с самой низкой средней стоимостью недвижимости находится к западу от автомагистрали I-65, в Уэст-Энде и Саут-Энде, дома средней стоимости находятся между автомагистралями I-65 и I-64 в Саут-Энде и Ист-Энде, самые дорогие дома расположены к северу от I-64 в Ист-Энде. Иммигранты из Юго-Восточной Азии обычно селятся в Саут-Энде, а иммигранты из Восточной Европы — в Ист-Энде.

## Управление и политика
Главой правительства Метрополии Луисвилл является Мэр Метрополии (Metro Mayor), а законодательный орган называется Совет Метрополии (Metro Council). Первым и текущим мэром является Джерри И. Абрамсон (Jerry E. Abramson), который также дольше всех находился на посту мэра города Луисвилл (занимал эту должность с 1985 по 1998 год) и поэтому известен как «пожизненный мэр».
Совет Метрополии состоит из 26 представителей (по одному от каждого из 26 районов города), которые выбираются населением города и округа. Жители полуавтономных муниципалитетов, находящихся в границах метрополии, выделены в районы как и все остальные жители округа. Половина (13) всех представителей переизбираются каждые два года. Главой совета является президент, избираемый членами совета каждый год. Сейчас этот пост занимает Рик Блэкуэлл (Rick Blackwell).
Официальный герб города Луисвилл, отменённый после объединения правительства округа и города в 2003 году, отражает историю Луисвилла. Флёр-де-Лис напоминает о помощи Франции во время войны за независимость, тринадцать звёзд — о первых колониях в Америке. Новый герб объединённого правительства имеет только две звезды — в честь города и округа.
Третий округ конгресса штата Кентукки (избирательный округ на выборах в Палату представителей) примерно совпадает с границами Метрополии Луисвилл. Некоторые южные районы города находятся во втором округе конгресса.

### Безопасность населения и преступность
Луисвилл стабильно включается в рейтинг самых безопасных городов страны, город состоял в десятке самых безопасных крупных городов по результатам исследования компании Морган Китно (Morgan Quitno) в течение последних четырёх лет. Согласно исследованиям Морган Китно, в 2005 году Луисвилл занимал седьмое место среди самых безопасных крупных городов в США. В исследовании за 2006 год Луисвилл занял восьмое место.
В 2006 году в Метрополии Луисвилл зарегистрировано 55 убийств, для сравнения, в соседних городах с сопоставимым населением: Цинциннати-Хэмилтон, Индианаполис-Мэрион и Нэшвилл-Дэвидсон, ежегодно происходит более 100 убийств. Общее количество преступлений в Луисвилле было более чем в два раза ниже, чем в большинстве окружающих городов.
Пропорция тяжких преступлений в 2005 году в районе Метрополия Луисвилл составила 412,6 на 100 000 человек, это количество в два раза меньше, чем в Нэшвилле и значительно ниже, чем в Индианаполисе и Сент-Луисе. Метрополия Элизабеттаун, штат Кентукки, которая является частью «Объединённого Статистического Района Луисвилл», в этом же рейтинге занимает семнадцатое место. Штат Кентукки по статистике тяжких преступлений занимает пятое место в США.

## Население
По переписи населения за 2000 год в Луисвилле проживало 256 231 человек. Впервые с 1820 года население города было меньше, чем объединённое население округа и города Лексингтон (Кентукки) (обычно второй по населению город в штате Кентукки), которое на тот момент составляло 260 512 человек. 7 ноября 2000 года город Луисвилл и округ Джефферсон одобрили проведение референдума по вопросу объединения в единую систему органов власти под названием «Правительство Метрополия Луисвилл-Округ Джефферсон» (официальное полное имя) или «Метрополия Луисвилл» (официальное сокращённое имя), которое вступило в действие 1 января 2003 года. Таким образом Луисвилл вновь стал самым большим городом в Кентукки.
| Рост населения города Луисвилл (До объединения). |
| --- |
| 2000—256,231 1990—269,063 1980—298,451 1970—361,472 1960—390,639 1950—369,129 1940—319,077 1930—307,745 1920—234,891 1910—223,928 1900—204,731 1890—161,129 1880—123,758 1870—100,753 1860 — 68,033 1850 — 43,194 1840 — 21,210 1830 — 10,341 1820 — 4,012 1810 — 1,357 1800—359 1790—200 |

Бюро переписи населения США (англ. U.S. Census Bureau) предоставляет две разные цифры о количестве населения города Луисвилл. В объединённом городе Луисвилл-округ Джефферсон согласно их данным на 2006 год население составляло 701 500 человек (17-е место по численности населения в стране);. По данным, называемым условно «сбалансированная статистика» Луисвилл-округ Джефферсон, население города составляло 554 496 человек (27-е место). «Сбалансированная статистика» — термин, введённый Бюро переписи для описания населения города без включения полуавтономных, отдельно зарегистрированных регионов города (например Анкоридж, Миддлтаун (англ. Middletown), Джефферсонтаун (англ. Jeffersontown)).
Метод подсчёта населения использует сбалансированные показатели при сравнении объединённых и обычных городов, и этот же метод используется для определения рейтинга городов по количеству населения, поэтому в официальной статистике Бюро подсчёта населения фигурирует меньшее количество населения в городе. Несмотря на это, большая цифра населения города используется как своеобразная реклама правительством метрополии Луисвилл, бизнесменами, местными СМИ и даже на дорожных знаках на въездах в город.
В Метрополии города Луисвилл проживает 1 222 216 человек, благодаря чему метрополия города занимает 42-е место в стране по численности населения. Метрополия включает четыре южных округа штата Индиана. Объединённый в статистических данных район Луисвилл обладает в общей сложности населением в 1 356 798 человек и занимает по этому показателю 39-е место в США.

## Демография
Согласно переписи населения в 2000 году, в городе/округе проживали 693 604 человек, 287 012 домашних хозяйств и 183 113 семей. Плотность населения составляла 695 человек на км². Количество жилых построек составило 305 835 со средней плотностью 307 на км². Разделение на расы составило 77,38 % белых, 18,88 % афроамериканцев, 0,22 % американских индейцев, 1,39 % азиатов, 0,04 % выходцы из Океании, 0,68 % другие расы, и 1,42 % смешанные из двух или более рас. 1,78 % населения составили латино.
Из 287 012 домашних хозяйств, 29,68 % имели детей в возрасте до 18 лет, 45,20 % были женаты и жили вместе, 14,70 % имели женщину без мужа как главу хозяйства и 36,20 % не имели родства. 30,50 % домашних хозяйств состояли из одного человека и 10,30 % состояли из одного человека в возрасте 65 лет или старше. Средний размер домашнего хозяйства составил 2,37 человек, средний размер семьи 2,97 человек.
Построение по возрасту составило 24,30 % моложе 18 лет, 30,40 % с 18 до 24 лет, 30,40 % с 25 до 44 лет, 22,80 % с 45 до 64, 13,50 % 65 лет или старше. Средний возраст был 37 лет. На каждые 100 женщин имелось 91,60 мужчин. На каждые 100 женщин в возрасте 18 лет и старше имелось 87,60 мужчин.
Средний доход на домашнее хозяйство составлял $39 457 в год, средний доход на семью $49 161. Мужчины имели средний доход $36 484, женщины $26 255. Средний годовой доход на душу населения округа составил $22 352. Около 9,50 % семей и 12,40 % населения были за чертой бедности, из них 18,10 % в возрасте до 18 лет и 8,80 % 65 лет и старше.
17 % населения штата Кентукки проживают в округе Джефферсон, и 25 % в Статистическом Районе Луисвилл. Округ Джефферсон имел в 2,5 раза больше населения чем второй по размеру округ Файет (англ. Fayette). 12 из 15 зданий в Кентукки высотой более 300 футов (91,44 м) находятся в центре города Луисвилл. Более трети всего прироста населения в штате происходит в Статистическом Районе Луисвилл.

## Религия
Религия играет важную роль в Луисвилле, в котором находится большое количество различных религиозных организаций. В Луисвилле проживает 135 421 католиков и расположено 163 католических церкви. Собор Вознесения Богоматери (Cathedral of the Assumption) находится в центре города и является центром диоцеза Луисвилл. Аббатство Марии Гефсиманской (Our Lady of Gethsemani Abbey), монахом которого был католический писатель Томас Мертон, находится в близлежащем городе Бардстаун, штат Кентукки, и также является частью диоцеза. В Луисвилле находится организация «Чётники Марии» (Our Lady's Rosary Makers) — самая большая группа по производству чёток в Соединённых Штатах, насчитывающая 17 000 членов во всем мире.
Значительная часть жителей являются протестантами. Каждый третий житель города — южный баптист, принадлежащий к одной из 147 местных конгрегаций южных баптистов. В Луисвилле находится Юго-восточная Христианская Церковь (Southeast Christian Church) — так называемая «мегацерковь», одна из самых больших церквей в США. Также здесь расположены Теологическая Семинария Южного Баптизма (Southern Baptist Theological Seminary), Луисвиллская Теологическая Семинария Пресвитерианства (Louisville Presbyterian Theological Seminary), штаб-квартира пресвитерианской церкви (США) и Церковь Адвентистов Седьмого Дня на Мэгазин-Стрит — самая старая афроамериканская церковь адвентистов седьмого дня.
Еврейское население состоит из примерно 8500 человек, которые посещают пять луисвиллских синагог. Большинство еврейских семей эмигрировали из Восточной Европы в начале XX века; около 800 евреев из бывшего Советского Союза осели в городе после 1991 года. Еврейская диаспора основала Еврейский госпиталь — больницу, которая одно время была центром еврейского района. Еврейский госпиталь недавно объединился с Католической системой здравоохранения (Catholic healthcare system CARITAS).
Единственный индуистский храм в штате Кентукки открылся в пригороде Луисвилла в 1999 году, к 2000 году он имел 125 прихожан и двух служителей. В 2001 году Количество мусульман в городе оценивалось в диапазоне от 4 до 10 тысяч; к этому времени в городе уже открылись шесть мечетей.

## Экономика
Экономика города в ранний период развивалась благодаря транспортной инфраструктуре. Стратегически важное положение у водопадов реки Огайо и в центре страны (60 % всех городов США на материке можно достичь за один день пути по автомагистралям) сделало Луисвилл идеальным перевалочным пунктом. Канал Louisville, Portland Canal, а также железная дорога, соединившая Луисвилл и Нэшвилл, были важнейшими транспортными артериями. Сейчас Луисвилл является важным звеном транспортной системы, поскольку здесь находится хаб UPS «Уорлдпорт». Луисвилл расположен на пересечении трёх автомагистралей государственного значения — I-64, I-65, и I-71. В 2003 году Луисвилл был седьмым по величине речным портом в Соединённых Штатах.
В последнее время Луисвилл стал важным центром здравоохранения и научной медицины. В научных учреждениях города проводятся исследования в области кардиохирургии и лечения рака. В Луисвилле были проведены несколько первых операций по пересадке искусственного сердца. В центре медицинских исследований Луисвилла расположен новый центр реабилитации стоимостью 88 000 000 долларов. В городе базируется несколько крупных корпораций, занятых в системе здравоохранения: Humana, одна из самых больших компаний в области медицинского страхования в США, Kindred Healthcare и Norton Healthcare.
В Луисвилле находятся штаб-квартиры нескольких значимых компаний и некоммерческих организаций: Brown-Forman (Fortune 1000), Yum! Brands (Fortune 500, владелец сетей KFC, Пицца Хат и Taco Bell), Hillerich & Bradsby (производитель самых знаменитых бейсбольных бит), Papa John’s Pizza, PNC Financial Services, Hilliard Lyons (финансовые инвестиции) и Пресвитерианской церкви США.
Долгое время Луисвилл был местом нахождения компании Brown & Williamson — крупного производителя табачных продуктов до её слияния с R. J. Reynolds Tobacco Company в 2004 году и создания новой компании Reynolds American. Brown & Williamson в 1990-х годах была замешана в серии скандалов, которые потрясли всю табачную индустрию США и привели к миллиардным выплатам по исковым заявлениям о сокрытии информации о вреде курения и увеличении никотиновой зависимости. По мотивам расследования был поставлен фильм «Свой человек», съёмки которого проходили в 1999 году в Луисвилле. Также в городе находятся два крупных завода Ford Motor Company и фабрика бытовой техники «General Electric».
Одна треть всего виски бурбон производится в Луисвилле корпорацией Brown-Forman. В городе и его окрестностях размещено большое количество ликёро-водочных заводов.
В 1926 году повар гостиницы «Отель Брауна» (Brown Hotel) изобрёл горячий сэндвич «Хот Браун» (Hot Brown). В нескольких кварталах от «Отеля Брауна» находится «Отель Силбаха» (Seelbach Hotel), который был описан писателем Фрэнсисом Скоттом Фицджеральдом в романе «Великий Гэтсби». Этот отель также известен секретной комнатой, в которой гангстер Аль Капоне регулярно встречался со своими сообщниками во времена сухого закона.
Кроме того, несколько фильмов были сняты в Луисвилле. В их числе «Голдфингер», «Страйпс», «Свой человек», «Собаки на лужайке» и «Элизабеттаун».

## Культура

### Ежегодные фестивали и другие события
Самое известное ежегодное событие в городе — конные скачки «Кентукки Дерби» проводится в первую субботу мая. Его описал Хантер С. Томпсон в рассказе «The Kentucky Derby is Decadent and Depraved» (1970, Дерби в Кентукки упадочно и порочно). Перед самим дерби в городе проходит двухнедельный «Кентукки Дерби Фестиваль» (Kentucky Derby Festival), начинающийся с праздника «Тандэр Овер Луисвилл» (Thunder Over Louisville, буквально: Гром над Луисвиллем), самое большое ежегодное фейерверк-шоу в стране. Во время фестиваля проводится около семидесяти различных мероприятий: «Парад Пегаса», «Большая Гонка Паровых Кораблей», «Большая Гонка Воздушных Шаров», марафон и другие.
В конце февраля или начале марта проводится «Хьюмана Фестивал ов Нью Американ Плэйс» (Humana Festival of New American Plays, «фестиваль новых театральных представлений») в театре «Акторс Театр» (Actors Theatre). Фестиваль длится около шести недель и известен во всем мире премьерами новых театральных пьес.
В июле ежегодно проводится «Шекспировский фестиваль Кентукки», он более известен как «Шекспир в парке» и сопровождается с бесплатными представлениями шекспировских постановок в «Сентрал-Парк» (Central Park) района «Старый Луисвилл». 
Ярмарка штата Кентукки (Kentucky State Fair, см. ярмарка штата) собирает самые разнообразные традиции со всех концов штата, она проводится каждый август в «Центре выставок штата Кентукки» (англ. Kentucky Exposition Center).
В сентябре проводится «Фестиваль Воздушных Шаров Адама Мэттьюса» (англ. Adam Matthews Balloon Festival), пятый по размеру фестиваль воздушных шаров в стране. Во время фестиваля гонки проводятся ранним утром, а вечером монгольфьеры подсвечиваются. Также в сентябре, в соседнем городе Бардстаун (англ. Bardstown), проводится ежегодный «Фестиваль Бурбона Кентукки» (англ. Kentucky Bourbon Festival) с выставкой лучших образцов Бурбона в мире. В пригороде Джефферсонтаун (англ. Jeffersontown) проводится ежегодный «Фестиваль Газовых Фонарей» (англ. Gaslight Festival), его за неделю посещают около 200 000 человек.
В октябре в районе «Старый Луисвилл» проводится «Выставка Искусства Сэйнт-Джеймс Корт» (St. James Court Art Show). Тысячи участников собираются на улицах для показа и продажи своих произведений, это мероприятие очень популярно у коллекционеров и почитателей произведений искусства. Выставка уступает по количеству посетителей только «Кентукки Дерби». 
Каждый месяц проводится «Галери-Хоп» (англ. Gallery Hop) — в первую пятницу каждого месяца специальный троллейбус развозит почитателей искусства по многочисленным галереям в центре города.

### Музеи, галереи, и центры прикладных искусств
В округе «Уэст-Мэйн» (West Main District), в центре Луисвилла, располагается так называемая «Шеренга музеев» (Museum Row). Один из них — Международный исторический музей Фрэйзера (англ. Frazier International History Museum), открылся в 2004 году, в нём располагается большая выставка оружия, доспехов и других исторических находок за последние 1000 лет, с акцентом на США и Великобританию. Здание имеет три этажа с экспонатами, две арены для исторических постановок, лекторий на 120 мест и кинотеатр на 48 мест. Неподалёку находится Научный центр города Луисвилл, самый большой прикладной научный центр в штате Кентукки. В центре находятся прикладные выставки, кинотеатр IMAX, образовательные программы и технологические сети. Центр Мохаммеда Али (Muhammad Ali Center) открылся в ноябре 2005 года, в нём размещены экспонаты из боксёрской карьеры Мохаммеда Али и выставки на близкие сердцу этого спортсмена темы: мир, социальную ответственность, уважение и индивидуальное развитие.
«Музей искусств Джеймса Спида» открылся в 1927 году и является самым старым и большим музеем искусств в штате Кентукки. Примыкая к Луисвиллскому университету, музей имеет более 12 000 экспонатов в своей постоянной коллекции и регулярно организовывает временные выставки. Кроме того, в городе находится большое количество картинных галерей, их подавляющее большинство расположено в районе улицы Ист-Маркет (англ. East Market Street) в центральной части Луисвилла. Здесь проходит ежемесячное мероприятие галерей — «Галери-Хоп».
В городе также находятся несколько местных исторических музеев. Наиболее значимый из них это «Историческое общество Филсона» (The Filson Historical Society), основанное в 1884 году и названное в честь историка Джона Филсона. Оно обладает более 1,5 миллионов архивных документов и 50 000 томов в библиотеке. Коллекция Филсона берет истоки из Кентукки, северной части южного региона США, и долины реки Огайо. В музее находится большая коллекция портретов и более десяти тысяч экспонатов. В число местных музеев также включают: «Музей Портлэнд» (англ. Portland Museum), «центр посетителей исторического Локуст-Гров» (англ. Historic Locust Grove), «прикладной центр парка „Фоллс-оф-Огайо“» (англ. Falls of the Ohio State Park) (Кларксвил, штат Индиана), «Пароходный музей Хоуарда» (англ. Howard Steamboat Museum) (Джефферсонвилл, штат Индиана), и «Центр науки и искусства Карнеги» (англ. Carnegie Center for Art and History) (Нью-Олбани, штат Индиана). Прикладной центр в парке «Фоллс-оф-Огайо», является частью «Национального заповедного района „Фоллс-оф-Огайо“» (англ. Falls of the Ohio National Wildlife Conservation Area), и также выступает в роли музея естествознания, представляя экспонаты с местных раскопок окаменелостей девонского периода.
В Луисвилле находятся некоторые интересные исторические сооружения. Например, «Бел-оф-Луисвилл» (Belle of Louisville) — самый старый пароход стиля «Миссисипи» на ходу в Соединённых Штатах. «Марин-Хоспитал оф Луисвилл» (United States Marine Hospital of Louisville) считается наиболее сохранившимся госпиталем построенным до гражданской войны. Его архитектором является Роберт Миллс (Robert Mills), наиболее знаменитый своим монументом Вашингтону. «Форт Нокс» располагается в округах Буллит, Хардин и Миид (двое из округов являются частью Метрополии Луисвилл), в нём размещён золотой запас США и Музей кавалерии и бронетанковых войск Паттона (Patton Museum of Cavalry and Armor). «Локуст-Гров», дом-музей основателя города Джорджа Роджерса Кларка, обладает экспонатами из жизни в ранние дни поселения в районе Луисвилла. В список исторических объектов также входят: «Исторический дом Фармингтона» (Farmington Historic Home) (дом знаменитой семьи Спиид), «Риверсайд», «Док Фарнсли-Мормэн» (Riverside, The Farnsley-Moremen Landing), и отреставрированная «Юнион-Стайшн» (Union Station), построенная в 1891 году. В Луисвилле находится санаторий «Уэверли-Хил» (Waverly Hill), бывшая туберкулёзная больница, где как считается обитают приведения и духи.

### Средства массовой информации
Официальной газетой города является «Куриер-Джорнал» (The Courier-Journal), альтернативным изданием — прогрессивный еженедельник «Луисвилл Эссентрик Обсервер» (Louisville Eccentric Observer). Последний основа представителем из 3-го округа конгресса Джоном Ярмутом. Самая известная телевизионная станция — WAVE3, филиал компании NBC, самая первая телевизионная станция в Кентукки. Другой телевизионной станцией является WHAS11, бывшими владельцами которой является семья Бингхэм (Bingham) (также владельцы «Куриер-Жорнал»), эта станция проводит ежегодный телемарафон «Крузэйд-фор-Чилдрен» (Crusade for Children). WDRB-FOX41/WMYO является единственной независимой телестанцией в городе. Самая популярная радиостанция это 84 WHAS. Эта станция также была собственностью Бингхэмов, именно здесь проходят местные спортивные трансляции.

### Парки и места отдыха
В метрополии Луисвилл 122 городских парка общей площадью более 57 км². Несколько из них были разработаны дизайнером Фредериком Ло Олмстедом (англ. Frederick Law Olmsted) — архитектором Центрального парка Нью-Йорка и других парков, бульваров, университетских городков и общественных мест в США. «Уотерфронт-Парк» находится на берегу реки Огайо неподалёку от центра города. В нём есть значительные открытые пространства, где часто проводятся концерты и фестивали. «Чероки-Парк» является одним из наиболее посещаемых парков страны, в нём 4,2 км круговых дорог и множество достопримечательностей. Другими крупными парками являются «Ирокой-Парк», «Шоуни-Парк» и «Центральный Парк».
Неподалёку от центра города, на площади 24,52 км², находится лес «Джефферсон-Мемориал-Форест» — самый большой муниципальный городской лес в Соединенных Штатах. Лес является заповедным, в нём более 50 км походных троп.
«Оттер-Крик-Парк» — ещё один большой парк, несмотря на то что он находится в городе Бранденберг, штат Кентукки, парк является собственностью Метрополии Луисвилл. Через восточную часть парка протекает речушка Оттер-Крик, благодаря которой парк получил своё имя. Из северной части парка можно увидеть живописную излучину реки Огайо, которая разделяет штаты Кентукки и Индиана. Парк очень популярен среди любителей горного велоспорта — он имеет большое количество велосипедных дорожек.

### Другие достопримечательности
Другими достопримечательностями являются: кладбище «Кэйв-Хил», где похоронен полковник Сандерс, национальное кладбище «Закари Тейлор» — место погребения президента США Закари Тейлора, «Луисвиллский зоопарк», увеселительный парк «Сикс-Флэгс Кентукки Кингдом» и заповедный район «Фоллс-Оф-Огайо».
В данный момент разрабатывается система парков «Сити-Оф-Паркс», задачей которой является постройка непрерывных пешеходных и велосипедных дорожек вокруг Метрополии Луисвилл, а также увеличение общей площади городских парков. Текущий проект должен превратить пойму «Флоидс-Форк» размером в 6 км² в один большой парк, который будет включать в себя часть Джефферсон-Мемориал-Форест", речное побережье и верфи около дорог «Риверуок-Трэйл» и «Леви-Трэйл».
Железнодорожный мост Биг-Фор длиной 770 метров через реку Огайо, соединяющий Луисвилл и Джефферсонвилл штата Индиана. Открылся в 1895 году и использовался по назначению вплоть до 1969 года. Сразу после закрытия два крайних пролёта, по одному с каждой стороны, были демонтированы и проданы на металлолом. В 2014 году мост открылся заново, теперь для движения только пешеходов и велосипедистов. В связи с незавершённостью конструкции с 1969 по 2014 год носил прозвище «мост в никуда».

### Театральное и изобразительное искусство
«Кентукки-Сентер» (англ. Kentucky Center), построенный в 1983 году, находится в районе размещения гостиниц и развлекательных центров в центральной части города. В «Кентукки-Сентер» регулярно проводится концерты и театральные представления. Там же располагается Луисвиллский балет, Луисвиллский оркестр и Кентукки-опера (двенадцатая по старшинству опера в США).
Театр «Акторс-театр» (Actors Theatre) Луисвилла — один из культурных центров города. Театр влияет на экономическое развитие почти всего центра города. Театр широко известен, не только благодаря программе представлений, но и предприимчивостью. В «Акторс-театре» каждую весну проводится «Хьюмана Фестивал ов Нью Американ Плэйс» (англ. Humana Festival of New American Plays). Ежегодно в театре проводится около шестисот представлений и около тридцати театральных постановок, состоящих из различных современных и классических произведений.
«Луисвилл Палас» (Louisville Palace) — место выступлений Луисвиллского оркестра, элегантный, красивый театр в центре Луисвилла в так называемом театральном районе. Кроме собственно выступлений оркестра в этом театре показывают кинофильмы, как новые так и классические, проводятся различные представления.
«Ирокой-Парк» вмещает полуоткрытый амфитеатр Ирокой-Амфитиатр (Iroquois Amphitheater), где проводятся выступления театра «Мюзик-Театр Луисвилл» (Music Theatre Louisville) и музыкальные концерты.

## Спорт
«Университетские виды спорта» всегда были популярны в Луисвилле. Баскетбольная команда Луисвиллского университета дважды выигрывала чемпионат США под руководством тренером Денни Крама (англ. Denny Crum) и является наиболее прибыльной университетской баскетбольной командой в стране. В 2001 году Крам вышел на пенсию, его место занял Рик Питино (Rick Pitino), бывший тренер команд «Бостон Селтикс» и «Кентукки Уайлдкэтс» (Kentucky Wildcats). Питино стал ключевым фактором в конкуренции между университетскими командами городов Лексингтон и Луисвилл, которая возобновилась в 1983 году и считается одной из самых жестоких в университетском баскетболе.
Команда по американскому футболу Луисвиллского университета вырастила ряд известных профессиональных игроков, таких как Джонни Юнитас (англ. Johnny Unitas), Дэйон Бранч (англ. Deion Branch), Сэм Мэдисон (англ. Sam Madison), Дэвид Айкерс (англ. David Akers) и Рэй Бучанан (англ. Ray Buchanan). Кроме того, в 1990-е команда завоевала всенародное уважение после победы над командой штата Алабама в борьбе за кубок «Фиеста-Боул». В 2007 году они также побеждали в борьбе за кубок «Ориндж-Боул». Тогда команду возглавлял тренер Бобби Петрино (англ. Bobby Petrino). Бейсбольная команда университета в 2007 году достигла финала в «Мировой Серии университетского бейсбола», традиционно проводимого в городе Омаха.
Очень популярным развлечением в городе являются скачки чистокровных верховых лошадей. «Кентукки Дерби» проводится на ипподроме «Черчилл-Даунс» и является крупнейшим спортивным мероприятием во всем штате. «Кентукки Оукс» и «Кентукки Дерби» являются главными событиями двухнедельного фестиваля «Кентукки Дерби Фестиваль». На «Черчилл-Даунс» также шесть раз проходили скачки кубка «Бридерс-Кап», последний раз — в 2006 году.
Кроме скачек в городе проводится всемирная выставка коней-чемпионов. Эта выставка проводится во время ярмарки штата Кентукки.
В Луисвилле располагается гольф-клуб «Валхалла», в нём в 1996 и 2000 гг. проводился международный турнир по гольфу. В городе также находится один из известных парков для скейтеров «Луисвилл Экстрим-Парк».
Кроме того, в Луисвилл базируются ещё две профессиональные и полу-профессиональные спортивные команды. «Луисвилл Бэтс» («Летучие мыши») являются бейсбольной командой нижней лиги, присоединены к команде «Цинциннати Редс»; «Луисвилл Файер» («Огонь») — команда нижней лиги американского футбола в зале.
В последние годы Луисвилл провёл несколько неудачных попыток получить профессиональную баскетбольную команду. Наиболее известными из них касались «Мемфис Гриззлис» и «Нью-Орлеан Хорнетс».

### Профессиональные команды в городе
| Клуб                           | Спорт                      | Основана | Лига                                  | Стадион               |
| ------------------------------ | -------------------------- | -------- | ------------------------------------- | --------------------- |
| Луисвилл Булс («Быки»)         | Американский Футбол        | 1988     | Межконтинентальная футбольная лига    | Разные                |
| Луисвилл Кингз («Короли»)      | Австралийский футбол       | 1996     | Лига австралийского футбола США       | Хэйс-Кеннеди Парк     |
| Луисвилл Файер («Огонь»)       | Американский футбол в зале | 2001     | af2                                   | Фридом-Хол            |
| Луисвилл Бэтс («Летучие мыши») | Бейсбол                    | 2002     | Международная лига                    | Луисвилл Слаггер-Филд |
| Кентукки Ретрос («Ретро»)      | Баскетбол                  | 2007     | Американская баскетбольная ассоциация |                       |

## Инфраструктура

### Образование
В Луисвилле находятся несколько высших учебных заведений: Луисвиллский университет, Беллармин университет, Сполдинг университет, Университет Салливана и другие. Юго-восточный Университет Индианы находится на другом берегу реки Огайо в городе Нью-Олбани, штат Индиана.
По результатам переписи населения США 21,3 % населения Луисвилла старше 25 лет (средний процент по стране — 24 %) имеют четырёхлетнее или дальнейшее высшее образование, 76,1 % (80 % средний по стране) имеют диплом средней школы.
Система среднего образования округа Джефферсон охватывает 90 000 учеников и 90 подготовительных школ, 24 средних и 21 старшую школы, а также 20 других образовательных учреждения. В городе также находятся 27 католических школ и Школа слепых штата Кентукки.

### Транспорт
В центральной части города находится Международный аэропорт Луисвилл. В аэропорту находится грузовой терминал, принадлежащий компании UPS «Уорлдпорт». UPS имеет самую большую сортировочную станцию в аэропорту и там же базирует свои самолёты. Ежегодный оборот Луисвиллского аэропорта — 3,5 миллиона пассажиров и 1 400 000 тонн грузов, что делает его 4-м по грузообороту в США и 11-м во всем мире. Другой городской аэропорт, «Боумэн-Филд», используется для местных и частных рейсов.
Шлюзовая дамба «Мак-Алпайн» находится на реке Огайо около центра города. Шлюзы были возведены для прохождения транспорта через заповедник «Фоллс-Оф-Огайо». В 2001 году более 55 миллионов тонн грузов прошли через эти шлюзы. В данный момент проводится строительство нового шлюза для замены двух вспомогательных, приблизительный срок окончания строительства — 2008 год.
Общественный транспорт представлен в основном из муниципальных автобусов. Автобусные маршруты охватывают центральную часть города, округ Джефферсон, и пригороды в округах Олдхэм, Буллит, и города в штате Индиана — Джефферсонвилл, Кларксвилл, и Нью-Олбани. Некоторые автобусы стилизованы под старинные трамваи (распространённая в США практика, см. en:tourist trolley), и эти автобусы называют trolley (так в США в начале XX века называли трамваи). Легкорельсовый транспорт рассматривался как одна из транспортных альтернатив, однако в 2007 году ещё не было никаких планов по строительству его линий.
Луисвилл имеет две окружные автомагистрали: «I-264» — внутренняя и «I-265» — внешняя. Через город пролегают две автомагистрали общенационального значения — «I-64», «I-65». Кроме того, автомагистраль «I-71» заканчивается в Луисвилле. Эти три автомагистрали соединяются в одной точке около центра города, это место называется «Спагетти-Перекресток». Два моста переносят «I-64» и «I-65» через реку Огайо, ещё один мост используется для местного автотранспорта. Планируется строительство ещё двух мостов, соединяющий город с штатом Индиана дополнительно в двух точках. Один из них будет в центре города для расширения «I-65», второй продолжит круговую магистраль «I-265» по направлению в штат Индиана.
Исторически Луисвилл — крупный железнодорожный узел. Ранее в городе базировалась железнодорожная компания «Louisville and Nashville Railroad», затем её выкупила компания «CSX Transportation». Сейчас город обслуживают две кампании — «CSX Transportation» содержащая в городе сортировочную станцию, и «Norfolk Southern Railway». Луисвилл также обслуживают две железнодорожные компании местного значения. Пассажирские железнодорожные перевозки прекратились в 2003 году, и Луисвилл стал пятым по количеству населения городом в США без пассажирского железнодорожного транспорта.

### Коммунальные услуги
Электричество поставляется городу «LG&E», дочерней компанией «E.ON». Её история начинается в 1838 году с основания «Louisville Gas». В 1913 году путём объединения компаний «Louisville Gas», «Louisville Lighting» (основана в 1903 году) и «Kentucky Heating» была сформирована Компания «Louisville Gas and Electric». В 1998 году «LG&E» объединилась с «Kentucky Utilities» (KU) и возникла «LG&E Energy». В 2000 году «LG&E Energy» была выкуплена британской компанией «Powergen». В 2002 году в свою очередь «Powergen» был выкуплен немецкой компанией «E.ON» и 1 декабря 2005 года «LG&E Energy» была переименована в «E.ON U.S». Сегодня эта компания поставляет электричество 350 000 клиентам и природный газ более чем 300 000 клиентам, охватывая площадь в 1800 км². Общая мощность производства электричества составляет 3.514 мегаватт.
Электростанции обслуживающие город включают в себя три угольные ТЭС (Тримбл-Каунти, Милл-Крик, Кэйн-Ран), одну газо-мазутную турбину, одну гидроэлектростанцию, и две газовых станции (Молдро и Магнолия).
Вода в город поставляется компанией «Louisville Water Company», которая обеспечивает водой более 800.000 человек в районе города Луисвилл и части округов Олдхэм и Буллитт. Компания также поставляет водопроводные услуги округам Шелби, Спенсер и Нелсон.
Водозабор производится из реки Огайо. Две насосные станции обеспечивают город питьевой водой — одна на дорогах Зорн и Ривер, вторая в северо-восточной части ручья «Хэрродс-Крик». В городе находятся два водоочистительных сооружения — «Кресент-Хилл» и «Б. И. Пэйн».
13 февраля 1981 года в Луисвилле произошла серия взрывов канализации, в результате которой были ранены 4 человека и разрушен 21 км канализационных линий и улиц в центре города. Президентом США Рональдом Рейганом пострадавшие районы города были объявлены зоной бедствия. Приблизительно 2000 человек были эвакуированы, а без водоснабжения и канализации остались примерно 23 тысячи человек. Последствия аварии были устранены лишь спустя два года. Компания «Ralston-Purina», завод которой стал виновником происшествия, выплатила многомиллионные компенсации городу и его жителям.

## Города-побратимы
У Луисвилла девять городов-побратимов:
- Адапазары, Турция (26 ноября 2012)
- Кито, Эквадор
- Ла-Плата, Аргентина
- Лидс, Великобритания (24 марта 2006)
- Майнц, Германия (1 апреля 1977)[60][61]
- Монпелье, Франция
- Сити-оф-Лидс, Великобритания
- Тамале, Гана
- Цзюцзян, Китай

Лидс (Великобритания) считается городом-другом. Два города принимали участие во многих программах по культурному обмену, особенно в областях медицины и права, и в нескольких частных коммерческих начинаниях, включающих в себя Международный исторический музей Фрэйзера.
В 2022 году Луисвилл приостановил сотрудничество с Пермью из-за вторжения России на Украину